# Matt Nable
Matthew Nable, detto Matt (Sydney, 8 marzo 1972), è un attore ed ex rugbista a 13 australiano.
Dopo aver giocato nel Winfield Cup Premiership del 1990 nei club Manly - Warringah e South Sydney, ha scritto e recitato nel film drammatico di rugby league The Final Winter del 2007.
Nable ha continuato ad recitare in film come Killer Elite e Riddick (2013), nel quale è uno dei personaggi principali.
Nel 2014 raggiunge una certa fama internazionale interpretando il ruolo del supercriminale Ra's al Ghul nella terza stagione della serie tv Arrow.

## Filmografia parziale

### Attore

#### Cinema
- The Final Winter, regia di Brian Andrews e Jane Forrest (2007)
- Killer Elite, regia di Gary McKendry (2011)
- K-11, regia di Jules Stewart (2012)
- The Turning, regia di The Turning Ensemble (2013)
- Riddick, regia di David Twohy (2013)
- Around the Block, regia di Sarah Spillane (2013)
- Son of a Gun, regia di Julius Avery (2014)
- Incarnate - Non potrai nasconderti (Incarnate), regia di Brad Peyton (2016)
- La battaglia di Hacksaw Ridge (Hacksaw Ridge), regia di Mel Gibson (2016)
- 1% i fuorilegge (Outlaws), regia di Stephen McCallum (2017)
- Chi è senza peccato - The Dry (The Dry), regia di Robert Connolly (2020)
- Poker Face, regia di Russell Crowe (2022)

#### Televisione
- Arrow - serie TV (2014-2015)
- Gallipoli - serie TV (2015)
- Winter - serie TV (2015)
- Hyde & Seek - serie TV (2016)
- Barracuda - miniserie TV (2016)
- Legends of Tomorrow - serie TV, episodio 1x09 (2016)
- Quarry - Pagato per uccidere - serie TV, 2 episodi (2016)
- L'ultimo boss di Kings Cross (Last King of the Cross) – serie TV, 13 episodi (2023-2024)
- Apple Cider Vinegar, regia di Jeffrey Walker – miniserie TV (2025)

### Sceneggiatore
- The Final Winter, regia di Brian Andrews e Jane Forrest (2007)
- 1% i fuorilegge (Outlaws), regia di Stephen McCallum (2017)

## Doppiatori italiani
Nelle versioni in italiano delle opere in cui ha recitato, Matt Nable è stato doppiato da:
- Andrea Lavagnino in Incarnate - Non potrai nasconderti, Hyde & Seek, Chi è senza peccato - The Dry, L'ultimo boss di Kings Cross
- Angelo Nicotra in Arrow, Legends of Tomorrow
- Pasquale Anselmo in Quarry - Pagato per uccidere
- Francesco Prando in Riddick
- Gabriele Sabatini in Apple Cider Vinegar

## Opere
- We Don't Live Here Anymore, 2009 Penguin Group Australia
- Faces in the Clouds, 2011, Penguin Group Australia